# Jackie Shroff
Jackie Shroff (n. 1 februarie 1957, Mumbai, statul Bombay⁠(d), India) este un prolific actor indian. Numele său oficial este Jaikishen Kakubhai Shroff. Tatăl său provine din gruparea etnică Gujarati din India, iar mama sa provine din gruparea etnică uigură din centrul și estul Asiei.
Jackie Shroff și-a început activitatea de actor în 1982 și a făcut o carieră prolifică în industria cinematografică și în afaceri. Jackie Shroff deține titlul de Doctor în Arte de la Universitatea Invertis.